# 约瑟夫·瓦谢

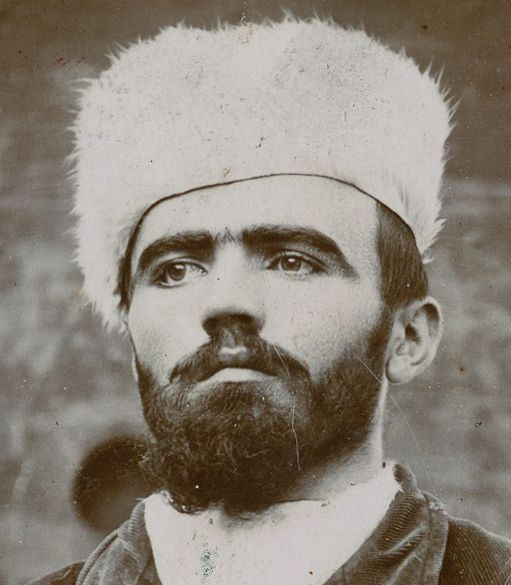
约瑟夫·瓦谢

约瑟夫·瓦谢（法語：Joseph Vacher，1869年11月16日—1898年12月31日），法国连环杀手，绰号“法国开膛手”（The French Ripper）、“东南开膛手”（L'éventreur du Sud-Est）。

## 生平
瓦谢出生于法国安省布雷斯地区布尔格的一个农民家庭。1893年，他因爱上一女子而向其求婚，但屡次遭到拒绝。于是他恼羞成怒，向她连开四枪（她身受重伤，不过最终仍得以幸存）后举枪自尽。然而他自杀未遂，只是造成其脸部半边瘫痪。此后他被送入精神病院，一年后因医生诊断其“完全治愈”而被释放。
不过很快他就开始了连环杀人，在1894年开始的三年时间内，他共杀害了至少11人（其中包括1位妇女、5位女孩与5位男孩）。他们中有许多是在偏僻地区正在放牧的牧羊人。他会反复刀戳受害者，还经常伴有开膛支解、强奸、鸡奸等行为。其犯罪地区则包括法国东南部从诺曼底到普罗旺斯的许多城镇。1897年他在试图袭击一妇女时被捕。
被捕后，瓦谢声称自己因为幼年时曾被疯狗咬伤而导致精神失常，并以此为自己开脱。不过法庭最终认为他神志正常，并于1898年10月28日判处其死刑。同年12月31日，他在断头台上被处决。